# Mołomotki
Mołomotki – wieś w Polsce położona w województwie mazowieckim, w powiecie sokołowskim, w gminie Repki. Ma status sołectwa.
W latach 1975–1998 miejscowość administracyjnie należała do województwa siedleckiego.

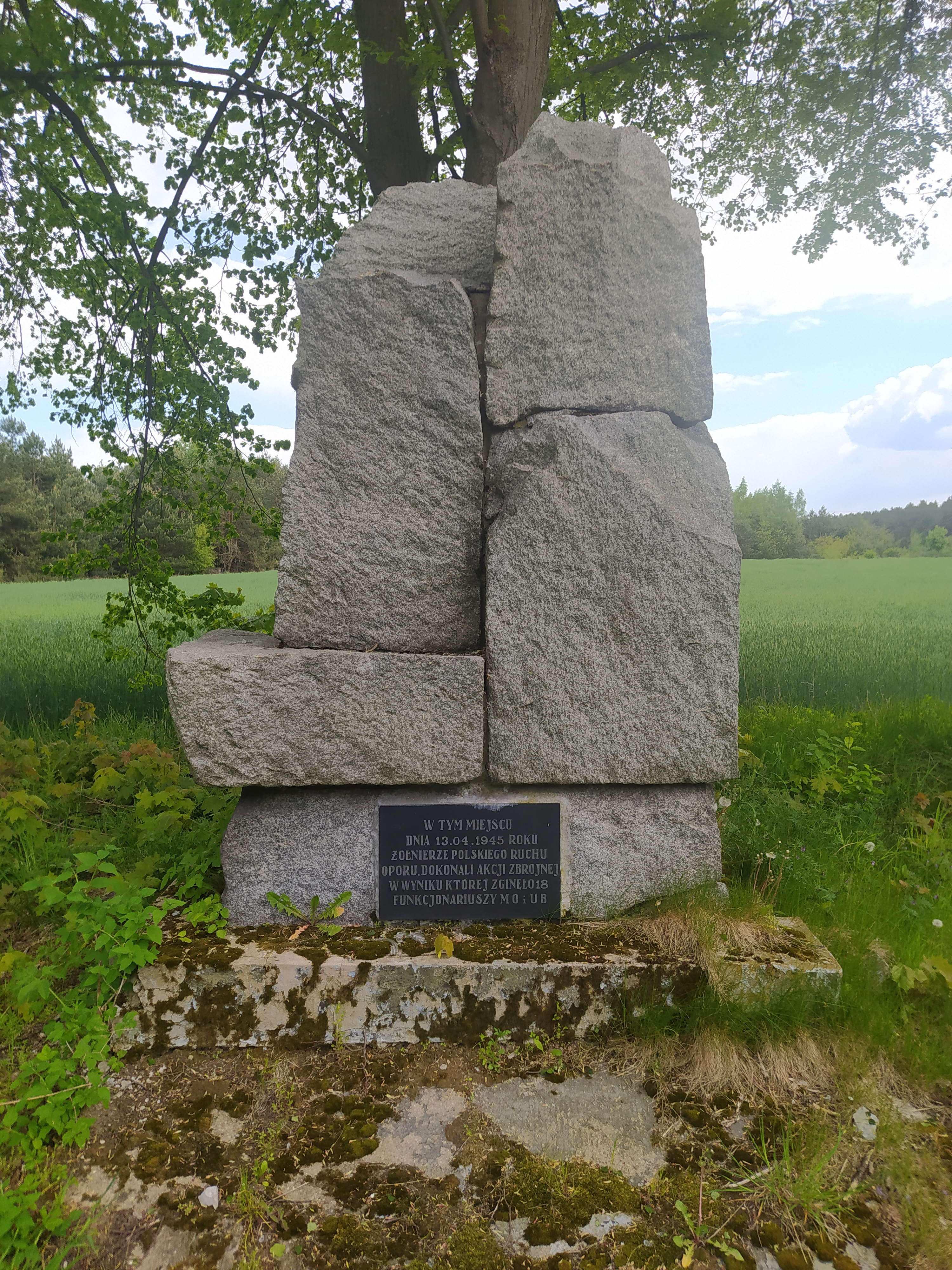
Pomnik

Wierni Kościoła rzymskokatolickiego należą do parafii św. Stanisława w Skrzeszewie.

## Historia
13 kwietnia 1945 roku oddział AK pod dowództwem Edwarda Mazurczaka "Żubra" zaskoczył we wsi 40 osobową ekspedycję karną UB i LWP zabijając 14 żołnierzy i 3 funkcjonariuszy UB i uwalniając więźniów.